# Pyrinia aemula
Pyrinia aemula là một loài bướm đêm trong họ Geometridae.